# Lectio divina

Nella liturgia cristiana, la lectio Divina (lettura divina) è una pratica tradizionale mistica di preghiera sulla Bibbia, volta a promuovere l'Unione spirituale con Dio.
Durante la lectio divina, cioè "lettura della volontà di Dio", il credente legge le Scritture nella convinzione che Dio voglia istruirlo attraverso di esse. È un modo di pregare che il credente può attuare anche nel quotidiano, e si suddivide in lettura del passo (lectio), riflessione sul significato profondo (meditatio), preghiera (oratio), contemplazione estetica (contemplatio) e comprensione di ciò che "è bello" (consolatio), "bene" (discretio) e "giusto" (deliberatio). A ciò segue l'azione (actio), la messa in pratica di ciò che il credente ha "imparato". 
La tradizione della Chiesa cattolica ritiene, in particolare, che l'ascolto con messa in pratica della Parola di Dio sia una sfida ardua. In sostanza, Essa ritiene che:
1. la messa in pratica non sia un'opera puramente umana. Essa non può essere realizzata appoggiandosi unicamente sulle proprie forze intellettuali, che siano un'affinata intelligenza o la conoscenza perfetta dell'esegesi biblica.
2. l'Ascolto è un'operazione che parte da Dio: noi non scegliamo quale Parola mettere in pratica, ma è Dio che, nella Sua sapienza di veduta, ci dona “la Parola del giorno” per quel nostro bisogno di quel dato giorno, attraverso la Liturgia della Chiesa.

A sua volta, durante l'operazione dell'Ascolto, la Chiesa ritiene che l'intelligenza umana si scontri con due cose: 1) l'abisso che esiste tra ciò che noi sappiamo (la nostra intelligenza, i nostri pensieri) e ciò che noi facciamo (i nostri impulsi, i nostri atti), 2) la nostra volontà ammalata, che fa altro dal mettere in pratica la Parola ricevuta. Dunque, né la sola intelligenza né la sola volontà ci aiutano a cavarcela; il lato pratico dell'Ascolto ci sfugge. È proprio la pratica della lectio divina, a questo punto, che insegnerà praticamente come colmare questo abisso di intelletto e volontà.

## Origine
La prima lectio divina della storia di cui si abbia testimonianza sarebbe stata impartita da Gesù stesso ai discepoli di Emmaus. A essi infatti Gesù, dopo la resurrezione, avrebbe spiegato le profezie che si riferivano a Lui stesso e che erano scritte nell'Antico Testamento. Seguendo l'esempio di Gesù, i primi cristiani iniziarono a rileggere con cura e amore i libri del popolo di Israele, cogliendone le profezie messianiche e le allegorie cristologiche ed ecclesiologiche (cioè i simboli e i temi che potevano spiegare meglio il mistero della Chiesa e di Cristo nella Chiesa). Esempi di queste profezie rilette e interpretate dai primi cristiani li troviamo nei vangeli stessi e nelle lettere degli apostoli.
I padri della Chiesa, cioè i vescovi santi dei primi secoli, individuarono poi un metodo di lettura della Bibbia, fondato sulla dottrina dei "quattro sensi":
- letterale-storico (ciò che il testo dice nel suo senso più letterale e riferito alle circostanze storiche in cui fu scritto)
- morale-esistenziale (ciò che il testo insegna riguardo ai comportamenti e alle azioni da compiere nella vita quotidiana)
- allegorico-cristologico-ecclesiologico (ciò che nel testo è simbolico e può dunque illuminare la natura di Cristo e della Chiesa)
- anagogico-escatologico-mistico (dove e come il testo introduce alla contemplazione, cioè alla comunione con Dio).

I Padri del Deserto e i Padri della Chiesa insegnano l'operazione dell'ascolto quando, per esempio, pregano Dio così: “Dammi ciò che ordini, e ordina ciò che vuoi”. Questa massima, messa in ordine, offre i due tempi della lectio divina.
Secondo le regole monastiche dei santi Pacomio, Agostino d'Ippona, Basilio di Cesarea e Benedetto da Norcia, la pratica della lectio divina è, con il lavoro manuale e la partecipazione alla vita liturgica, uno dei tre pilastri della vita monastica.
Nel XII secolo, un monaco certosino di nome Guigo II nell'operetta Scala claustralium, meditando sul passo del vangelo che dice "Chiedete e otterrete, cercate e troverete, bussate e vi sarà aperto", a séguito di quella che descrisse come un'illuminazione, codificò il metodo noto ancor oggi col nome di lectio divina. Guigo II descrisse le tappe più importanti della lettura della volontà divina.
- Il primo gradino di questa forma di preghiera è la lectio (lettura), si comincia con la lettura di un brano breve della Bibbia lentamente e con attenzione (scrutatio). La scrutatio consiste nella scelta di uno o più passi biblici inerenti a uno specifico argomento (non diversamente da quanto avviene per la Liturgia della Parola della domenica) e nella lettura di questi. Da questi si procede a leggere i versetti a essa collegati seguendo i "collegamenti" o link (presenti ad esempio nella Bibbia di Gerusalemme) agli altri passi consimili, per un massimo di tre onde evitare di allontanarsi dal significato del passo di riferimento. Nella Bibbia di Gerusalemme esistono link per una ricerca di tipo letterale, a singoli altri passi, oppure "a grappolo" cioè a più passi tra i quali scegliere come procedere nella lettura, ma bisogna prestare attenzione al fatto che spesso gli stessi vocaboli possono assumere significati diversi a seconda del contesto in cui si trovano, e i termini possono essere adoperati con accezioni diverse; sarebbe bene quindi conoscere le principali caratteristiche di ogni singolo libro prima di avventurarsi nella lettura, tanto dell'Antico Testamento come del Nuovo. Ogni scrutatio deve comporsi, come nella Liturgia della Parola della messa domenicale, di brani appartenenti all'Antico e al Nuovo Testamento. La pratica della scrutatio viene svolta in maniera diversa da diversi gruppi religiosi: con o senza l'ausilio di un sacerdote per la scelta dei brani dai quali iniziare la lettura, a volte partendo da un versetto scelto a caso. Essa comporta un profondo problema di interpretazione della lettura da parte di chi non conosce le caratteristiche del singolo libro dal quale sta attingendo o da parti di chi ha l'erronea supposizione che la Parola parli alla propria persona subito, senza alcuna riflessione o mediazione.

- Il secondo gradino è la meditatio (meditazione). Durante questa tappa si riflette sul significato simbolico del testo.

- Il terzo gradino è la oratio (preghiera), cioè il momento di pregare su ispirazione della nostra riflessione sul brano letto.

- L'ultima tappa della Lectio è la contemplatio cioè la contemplazione del Divino, in silenzio.

A queste tappe i maestri spirituali odierni aggiungono anche l'actio (azione), ossia un proponimento operativo conseguente a quanto si è meditato nella parola, un'azione nel mondo ispirata dalla Scrittura.
In particolare Carlo Maria Martini scrive: "Se studiamo attentamente i Padri della Chiesa che ci insegnano questo metodo di approccio alla Scrittura, ci accorgiamo che il processo dinamico comprende altri quattro momenti: consolatio, discretio, deliberatio e actio". 
È fondamentale anche ricordare il contributo di Enzo Bianchi rispetto alla centralità del Vangelo e in generale della Parola. La sua visione post conciliare riguardo ai gruppi di lettura e studio della Bibbia hanno riportato la Lectio Divina al centro della vita comunitaria del credente.
Dalla gioia nello Spirito di fronte alla contemplazione del mistero di Cristo (consolatio), nasce il discernimento (discretio) di ciò che è conforme al vangelo, quindi la decisione (deliberatio), la scelta di vita che sfocia nell’azione (actio), l’azione evangelica, l’azione di carità.
Il 16 settembre 2005, Papa Benedetto XVI ha rilanciato la lectio divina in commemorazione dei 40 anni della pubblicazione della costituzione del Concilio Vaticano II Dei Verbum sulla Rivelazione: “In questo contesto, vorrei soprattutto evocare e raccomandare l'antica tradizione della Lectio divina: l'assidua lettura della Sacra Scrittura accompagnata dalla preghiera realizza quell'intimo colloquio in cui, leggendo, si ascolta Dio che parla e, pregando, Gli si risponde con fiduciosa apertura del cuore (cfr DV 25). Questa prassi, se efficacemente promossa, recherà alla Chiesa - ne sono convinto - una nuova primavera spirituale.”